# Герасимовка (Самарська область)
Герасимовка (рос. Герасимовка) — село в Алексєєвському районі Самарської області Російської Федерації.
Населення становить 315 осіб. Входить до складу муніципального утворення сільське поселення Герасимовка.

## Історія
Від 2005 року входило до складу муніципального утворення сільське поселення Герасимовка.

## Населення
| 1986 | 2002 | 2010 | 2014 | 2015 |
| ---- | ---- | ---- | ---- | ---- |
| 510  | ↘389 | ↘351 | ↘279 | ↗315 |